# جورج نيفينسون
جورج نيفينسون (بالإنجليزية: George Nevinson)‏ (3 أكتوبر 1882 – 13 مارس 1963) هو سبّاح من المملكة المتحدة راحل، مثّل بلاده في الألعاب الأولمبية الصيفية 1908.

## روابط خارجية
جورج نيفينسون على موقع اللجنة الأولمبية الدولية (الإنجليزية)
- جورج نيفينسون على موقع أوليمبيديا (الإنجليزية)
- جورج نيفينسون على موقع اللجنة الأولمبية البريطانية (الإنجليزية)